# Andrés Rigo Sureda
Andrés Rigo Sureda (* 5. April 1943 in Felanitx) ist ein spanischer Jurist. Er war von 1992 bis 2000 stellvertretender Leiter der Rechtsabteilung der Weltbank und ist seit 2010 Richter am Verwaltungsgericht des Internationalen Währungsfonds. Darüber hinaus ist er im Bereich der internationalen Schiedsgerichtsbarkeit tätig.

## Leben
Andrés Rigo Sureda wurde 1943 in der Gemeinde Felanitx auf der spanischen Insel Mallorca geboren und erlangte 1966 einen juristischen Abschluss an der Universität Complutense Madrid, zwei Jahre später ein Diplom im Bereich der internationalen Beziehungen an der Johns Hopkins University sowie 1971 die Promotion an der University of Cambridge. Anschließend wirkte er zunächst als Professor für Völkerrecht an der Autonomen Universität Madrid und als Rechtsberater der Regierung Venezuelas.
Von 1973 bis 2000 war er in verschiedenen Positionen für die Weltbank tätig, darunter von 1992 bis 2000 als stellvertretender Leiter der Rechtsabteilung. Danach arbeitete er zunächst von 2001 bis 2005 für die in Washington, D.C. ansässige Kanzlei Fulbright & Jaworski LLP, seitdem fungiert er als unabhängiger Vermittler und Schlichter im Bereich der internationalen Schiedsgerichtsbarkeit. Darüber hinaus unterrichtete er 2004 an der Haager Akademie für Völkerrecht. Seit 2010 gehört er als Richter dem Verwaltungsgericht des Internationalen Währungsfonds an.

## Werke (Auswahl)
- The Evolution of the Right of Self-Determination. A Study of United Nations Practice. Leiden 1973
- The World Bank, International Financial Institutions and the Development of International Law. Washington D.C. 1999 (als Mitherausgeber)
- Investment Treaty Arbitration: Judging under Uncertainty. Cambridge und New York 2012